# Louisiane durant la guerre de Sécession
Avant la guerre de Sécession, la Louisiane est un État esclavagiste, où les esclaves afro-américains constituent la majorité de la population au cours de la période coloniale  française et espagnole du XVIIIe siècle. Lorsque les États-Unis acquièrent le territoire (1803) et que la Louisiane devient un État (1812), l'institution de l'esclavage est implantée. En 1860, 47 % de la population de l'État est réduit en esclavage, mais l'État a aussi l'une des plus grandes populations libres noires des États-Unis. Une grande partie de la population blanche, en particulier dans les villes, soutient les droits des États du Sud et l'esclavage, tandis que les poches de soutien pour les États-Unis et son gouvernement existent dans les zones plus rurales.
La Louisiane déclare faire sécession de l'Union, le 26 janvier 1861. La Nouvelle-Orléans, en Louisiane, la plus grande ville dans l'ensemble du Sud, est stratégiquement importante, en tant que ville portuaire la plus au sud sur le fleuve Mississippi et son accès au golfe du Mexique. Le département de la Guerre prévoit très tôt sa capture. La ville est prise par les forces de Armée de l'Union le 25 avril 1862. Parce qu'une grande partie de la population a des sympathies pour l'Union (ou des intérêts commerciaux compatibles), le gouvernement des États-Unis prend l'initiative inhabituelle de désigner les domaines de la Louisiane alors sous contrôle des États-Unis comme un État de l'Union, avec ses propres représentants élus au Congrès des États-Unis. Pour la dernière partie de la guerre, les États-Unis et la Confédération reconnaissent leur propre gouverneur de la Louisiane distinct.

## Politique et stratégie en Louisiane

### Sécession
Le 8 janvier 1861, le gouverneur de Louisiane Thomas Overton Moore ordonne à la milice de Louisiane d'occuper l'arsenal des États-Unis, à Baton Rouge et les forts des États-Unis qui gardent la Nouvelle-Orléans, le fort Jackson et le fort Saint-Philippe. Un riche planteur et propriétaire d'esclaves, Moore réagit de manière agressive au vote de la sécession de la Louisiane hors de l'Union par une convention le 23 janvier. Seulement cinq pour cent de la population est représentée à la convention, et les actions militaires de l'État sont ordonnés avant l'établissement de la sécession - au mépris de la constitution de l'État qui réclame un référendum populaire pour établir une convention. Moore tente de justifier ces actions, en disant : « je ne pense pas que cela s'accorde avec l'honneur et le respect de soi de la Louisiane en tant qu'État esclavagiste de vivre sous le gouvernement d'un président républicain noir », utilisant une épithète pour les Républicains employée par de nombreux démocrates de l'époque.
Les stratégies avancées pour défendre la Louisiane et les autres États du Golfe de la Confédération sont en premier lieu l'idée du King cotton (roi coton) ; qu'un embargo officieux sur le coton vers l'Europe forcerait la Grande-Bretagne à utiliser sa marine pour intervenir dans la protection de la nouvelle Confédération. La deuxième est une flotte corsaire établie par l'émission de lettres de marque et de représailles par le président Jefferson Davis, qui doit nettoyer la mer de la marine des États-Unis et des navires de commerce, et dans le même temps de maintenir l'économie portuaire en plein essor de l'économie de la Louisiane. La troisième est une dépendance sur l'anneau des forts en maçonnerie d'avant guerre du troisième système (en) de la défense côtière américaine, combinée avec une flotte de nouveaux cuirassés révolutionnaires, pour protéger de l'embouchure du Mississippi de la marine des États-Unis. Toutes ces stratégies sont des échecs.

En mars 1861, George Williamson, le commissaire du gouvernement de Louisiane, s'adresse à la convention de Sécession du Texas, où il appelle les États esclavagistes des États-Unis à déclarer la sécession de l'Union, afin de continuer à pratiquer l'esclavage : 

« Avec la roue de l'équilibre social de l'esclavage pour réguler son mécanisme, nous pouvons encourager l'espoir que notre gouvernement du Sud sera perpétuel... La Louisiane regarde la formation de la confédération du Sud pour préserver les bienfaits de l'esclavage africain... »

— George Williamson, discours lors de la convention de Sécession du Texas, (mars 1861)
.
Un artilleur de Louisiane donne ses raisons de son choix de combattre pour la Confédération, en déclarant que « je ne veux jamais voir le jour où un nègre sera mis sur un pied d'égalité avec un homme blanc. Il y a trop de nègres émancipés. . . maintenant selon moi, et encore moins s'il en a quatre millions de personnes ».

### Plans de l'Union
La réponse de l'Union au coup de force de Moore pour la sécession est incarnée par la conception stratégique d'Abraham Lincoln faisant du fleuve Mississippi « l'épine dorsale de la Rébellion ». Le contrôle de la rivière devient alors un objectif stratégique et politique, la plus grande ville de la Confédération contrôlée par l'Union, la Confédération se trouve scindée en deux. Conseillé par l'amiral David Dixon Porter, Lincoln se montre partisan d'une opération navale destinée à conquérir La Nouvelle-Orléans. 
La Marine des États-Unis joue alors le rôle d'une force d'invasion et de moyen de transport des forces de l'Union, victorieusement le long du fleuve Mississippi et de ses affluents,.

## Dirigeants célèbres de la guerre de Sécession de la Louisiane
Un certain nombre de dirigeants célèbres sont associés à la Louisiane pendant la guerre de Sécession, dont certains généraux supérieurs de l'Armée des États confédérés, ainsi que plusieurs hommes qui dirigent des brigades et des divisions. Des résidents d'avant guerre de la Louisiane P. G. T. Beauregard, Braxton Bragg, et Richard Taylor commandent tous des armées indépendantes d'importance pendant la guerre. Les forces de Taylor ont été parmi les dernières armées confédérées actives sur le terrain vers la fin de la guerre.
Henry Watkins Allen commande une brigade au milieu de la guerre, avant de devenir le gouverneur confédéré de la Louisiane à partir de 1864-65. Randall L. Gibson (en), un autre commandant compétent de brigade, devient un sénateur des États-Unis après guerre en tant que démocrate. D'autres brigadiers notables comprennent Alfred Mouton (tué à la bataille de Mansfield), Harry T. Hays, Chatham Roberdeau Wheat (en) (commandant des célèbres « Louisiana Tigers » de l'armée de Virginie du Nord), et Francis T. Nicholls (commandant de la « Pelican Brigade » jusqu'à ce qu'il perde son pied gauche à Chancellorsville). St. John Lidell (en) est l'un des commandants de brigade éminents de l'armée du Tennessee,.
Henry Gray, un riche propriétaire d'une plantation de Bienville Paroisse, est brigadier général sous les ordres de Richard Taylor avant d'être élu au deuxième Congrès confédéré tard lors de la guerre. Leroy A. Stafford est parmi la poignée de généraux de Louisiane à être tués pendant la guerre. Albert Gallatin Blanchard (en) est une rareté un général confédéré né dans le Massachusetts.
Le gouverneur Thomas Overton Moore, reste en fonction de 1860 jusqu'au début de 1864. Lorsque la guerre éclate, il fait vainement pression sur le gouvernement confédéré à Richmond pour une solide défense de la Nouvelle-Orléans. Deux jours avant que la ville se rende en avril 1862, Moore, et la législature abandonne Baton Rouge comme la capitale de l'État, la déplaçant à l'Opelousas en mai. Thomas Moore militaire organise la résistance au niveau de l’état, ordonne de brûler le coton, de cesser le commerce avec les forces de l'Union, et recrute massivement des troupes pour la milice de l'État.

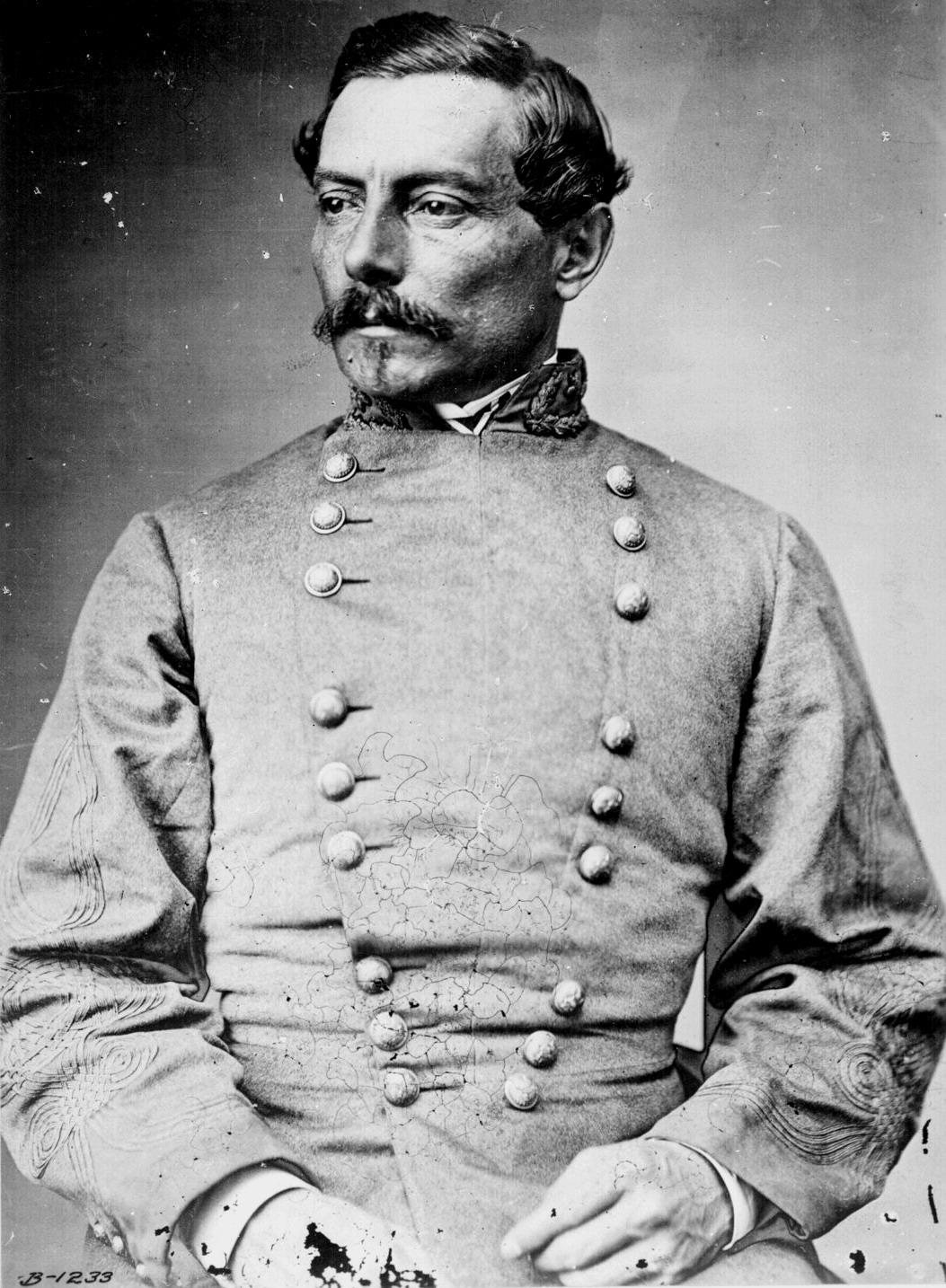
Général P. G. T. Beauregard
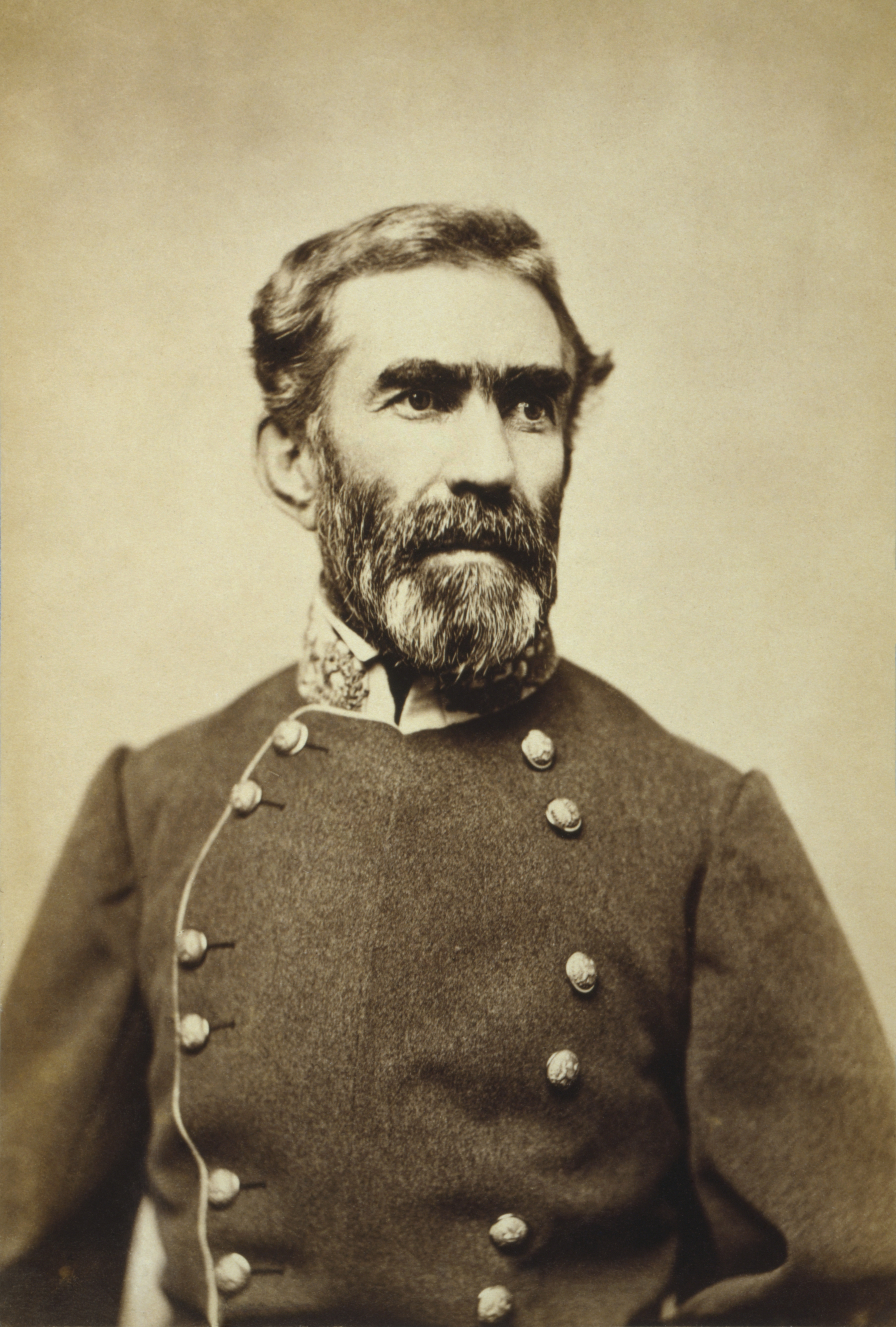
Général Braxton Bragg
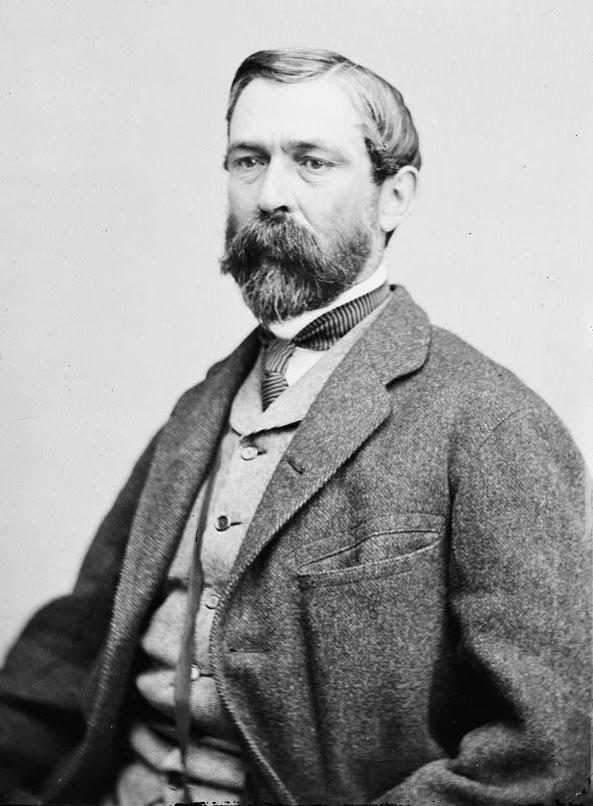
Lieutenant Général Richard Taylor
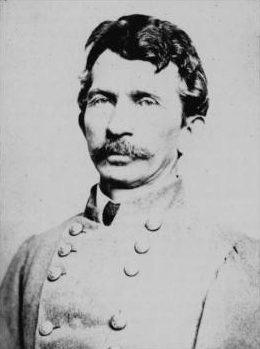
Brig. Gén. et Prop. Henry W. Allen
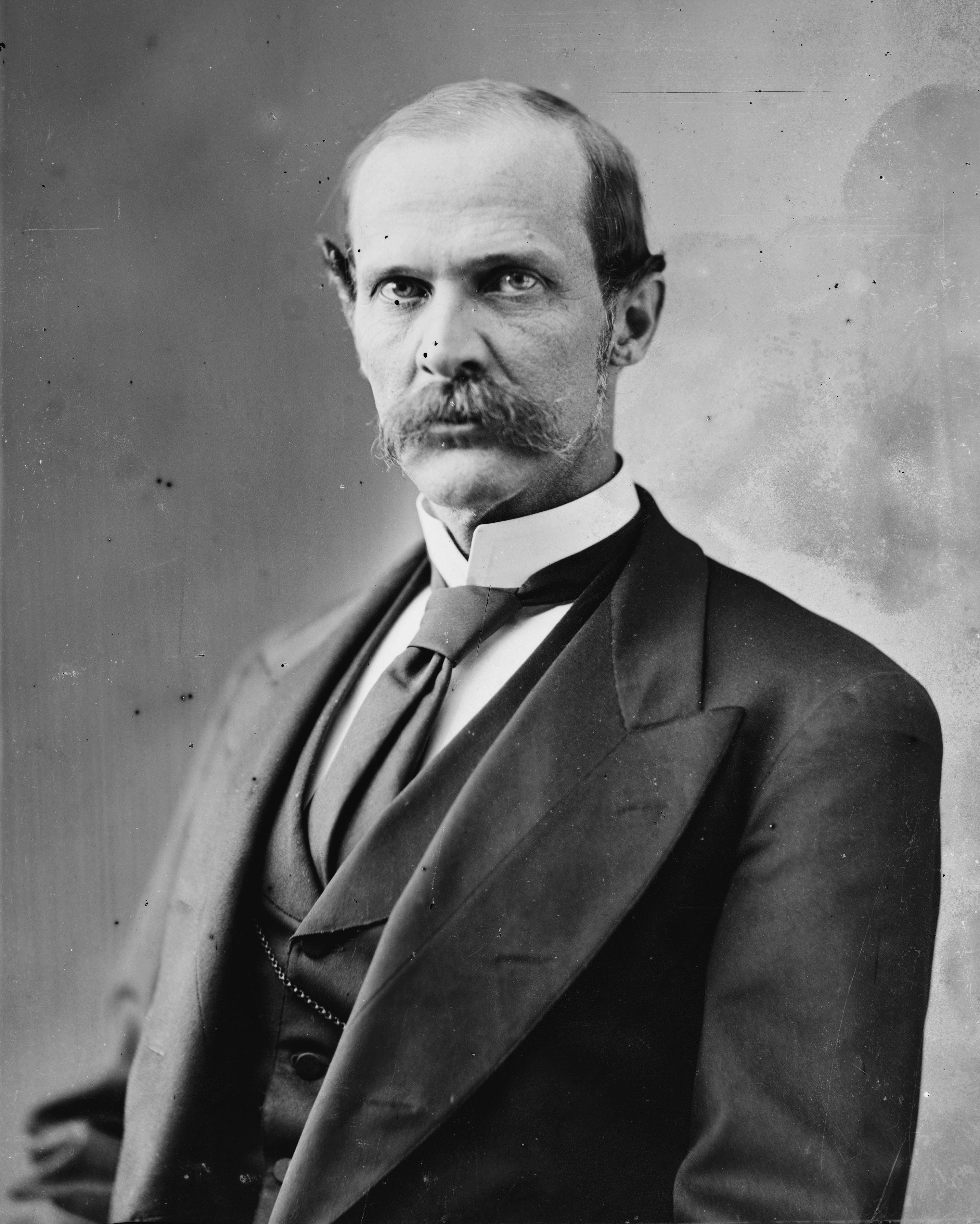
Brig. Gén. Randall L. Gibson
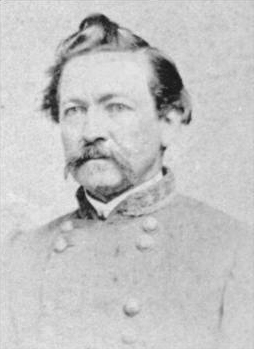
Brig. Gén. Harry T. Hays
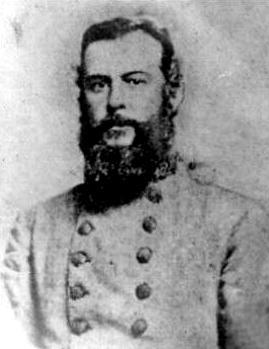
Alfred Mouton

## Batailles en Louisiane

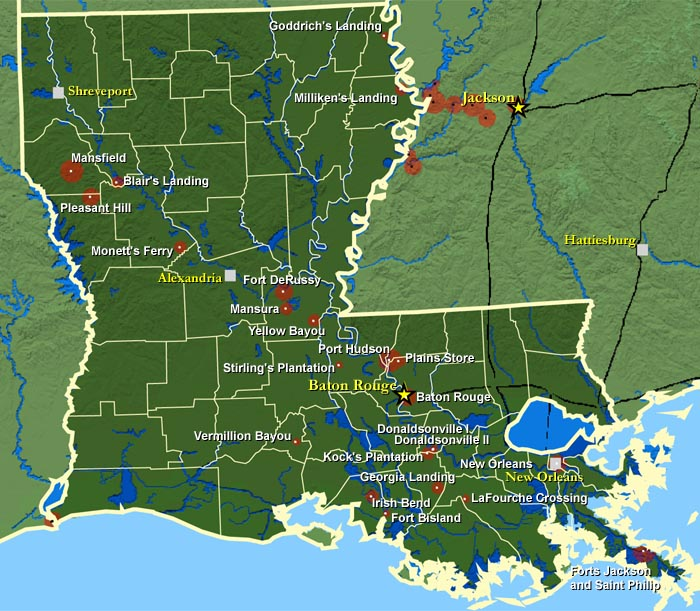
Batailles en Louisiane pendant la guerre de Sécession.

Les batailles de la Louisiane ont tendance à être concentrées le long des cours d'eau importants, comme la campagne de la Red River.
- Bataille de Head of Passes (en)
- Bataille de Baton Rouge
- Bataille de Bayou Bourbeux (aka Grand Coteau)
- Bataille de Blair's Landing
- Bataille de Calcasieu Pass (en)
- Bataille de Donaldsonville I
- Bataille de Donaldsonville II
- Bataille de fort Bisland
- Bataille de Fort De Russy
- Bataille des forts Jackson et St. Philip
- Bataille de la Georgia Landing
- Bataille de Goodrich's Landing
- Bataille d'Irish Bend
- Bataille de Kock's Plantation (en)
- Bataille de LaFourche Crossing (en)
- Bataille de Mansfield (aka Sabine Cross-Roads)
- Bataille de Mansourah
- Bataille de Milliken's Bend
- Bataille de Monett's Ferry
- Capture de la Nouvelle-Orléans
- Bataille de Plains Store
- Bataille de Pleasant Hill
- Siège de Port Hudson
- Bataille de Stirling's Plantation
- Bataille de Vermillon Bayou (en)
- Bataille de Yellow Bayou
- Bataille de Henderson's Hill

### Sources
- http://www.answers.com/topic/louisiana-in-the-american-civil-war